# Ajuntament de Blanes
La Casa de la Vila de Blanes o Ajuntament de Blanes és un edifici de grans dimensions del segle xvii del municipi de Blanes (Selva) que sempre ha estat seu del govern local. És una obra inclosa en l'Inventari del Patrimoni Arquitectònic de Catalunya.

## Descripció

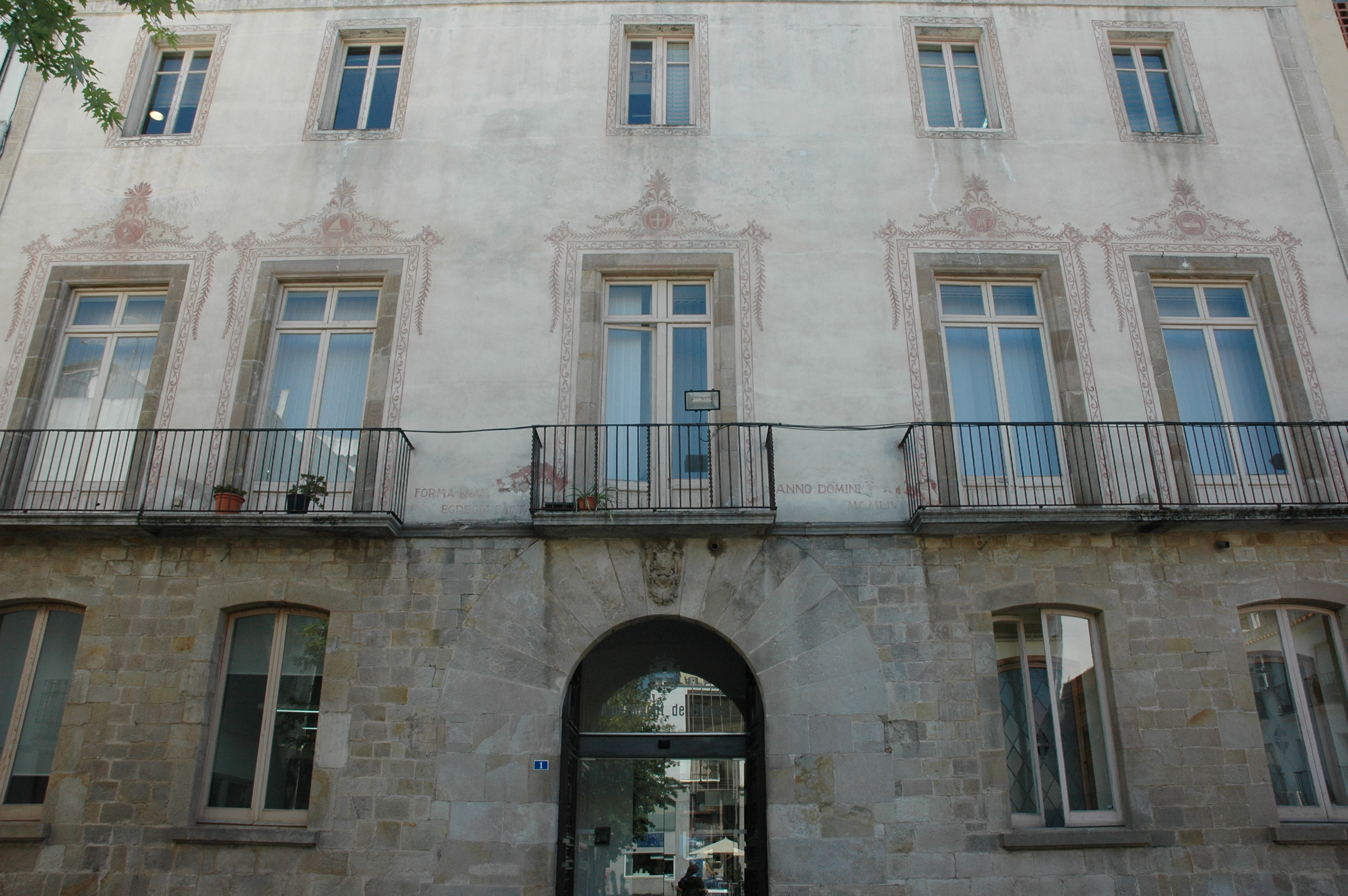
L'entrada per la plaça dels Dies Feiners, amb la porta adovellada

Edifici quadrangular entre mitgeres, de tres plantes i golfes. La façana principal dona al Passeig de Dintre i l'altra, a la Plaça dels Dies Feiners. La primera té tres pisos de finestres emmotllurades de les quals destaquen les del primer pis, amb balcó. El cos central de la façana està distingit per l'emmarcament de pilastres corínties, que assenyalen la porta i la balconada principals. A la part superior d'aquests, hi ha un petit frontó amb l'escut municipal entre garlandes. La segona façana destaca per la porta principal, d'arc de mig punt amb grans dovelles i també amb l'escut municipal. Les finestres del primer pis són obertures d'arc rebaixat i les restants són rectangulars. Existeix una rica decoració esgrafiada a les llindes i als brancals de les obertures.

## Història
Restauració de la façana principal a partir de 1866, sota direcció de l'arquitecte Martí Sureda Deulovol. Restauració de la façana de la Plaça dels Dies Feiners (1954). En aquest moment la façana de la Plaça dels Dies Feiners passà a ser secundària.